# Поляков, Павел Яковлевич
Павел Яковлевич Поляков (1921—1945) — советский военный лётчик. Участник Великой Отечественной войны. Герой Советского Союза (1945). Гвардии старший лейтенант.

## Биография
Павел Яковлевич Поляков родился 26 августа 1921 года в селе Кострово Алексинского уезда Тульской губернии РСФСР (ныне посёлок Алексинского района Тульской области Российской Федерации) в крестьянской семье. Русский. Окончил семь классов школы в соседнем селе Александровка и школу фабрично-заводского ученичества в Туле. До призыва на военную службу работал слесарем на одном из тульских заводов.
В ряды Рабоче-крестьянской Красной Армии П. Я. Поляков был призван в 1940 году. С началом Великой Отечественной войны его направили в Ворошиловградскую школу военных пилотов имени Пролетариата Донбасса, которую он окончил в 1942 году. В действующей армии младший лейтенант П. Я. Поляков с 18 марта 1943 года в должности лётчика 74-го гвардейского штурмового авиационного полка 1-й гвардейской штурмовой авиационной дивизии 8-й воздушной армии Южного фронта. 15 мая 1943 года 1-я гвардейская штурмовая дивизия перебазировалась на полевой аэродром у хутора Матвеевский Ростовской области, где начала подготовку к летнему наступлению. В боях с немецко-фашистскими захватчиками Павел Яковлевич участвовал с 17 июля 1943 года. Воевал на штурмовике Ил-2. Боевое крещение он принял в небе Донбасса в ходе Миусской наступательной операции Южного фронта. За время операции гвардии младший лейтенант П. Я. Поляков совершил 19 успешных боевых вылетов на штурмовку скоплений живой силы и техники противника и на поддержку своих наземных войск. Умелые действия лётчика в составе штурмовых групп способствовали взятию сильно укреплённых опорных пунктов немецкой обороны, таких как Степановка, Мариновка, Саур-Могильский и высота 277,9. 30 июля 1943 года Павел Яковлевич в составе группы из 8 штурмовиков Ил-2 участвовал в штурмовке немецкой танковой дивизии СС «Мёртвая голова», в ходе которой дивизия противника понесла тяжёлые потери, была снята с фронта и выведена в тыл. Во время этого боя самолёт гвардии младшего лейтенанта Полякова был сильно повреждён, но Павел Яковлевич сумел пересечь линию фронта и посадить машину на своей территории. За участие в разгроме немецкой танковой дивизии гвардии младшему лейтенанту П. Я. Полякову была объявлена благодарность командующего 5-й ударной армии.
В августе — сентябре 1943 года лётчик 1-й эскадрильи 74-го гвардейского штурмового авиационного полка П. Я. Поляков участвовал в Донбасской стратегической операции, в ходе которой войска Красной Армии освободили Донбасс. В ходе Мелитопольской фронтовой операции Южного (с 20 октября 1943 года — 4-го Украинского) фронта подразделения 1-й гвардейской штурмовой авиационной дивизии поддерживали наступление частей 51-й и 28-й армий, содействовали прорыву «Восточного вала» на реке Молочной и освобождению города Мелитополя. В ноябре 1943 года, несмотря на плохие метеоусловия, Павел Яковлевич совершил несколько успешных боевых вылетов, приняв участие в боях на никопольском плацдарме и за освобождение Крымского полуострова. В ходе Никопольско-Криворожской операции в январе — феврале 1944 года он участвовал в ликвидации никопольского плацдарма противника.
В марте 1944 года подразделения 1-й гвардейской штурмовой авиационной дивизии в боевых действиях из-за плохих погодных условий практически не участвовали. В это время Павла Яковлевича произвели в лейтенанты и назначили на должность командира авиационного звена. В апреле лётчики 74-го гвардейского штурмового авиационного полка занимались преимущественно перегонкой новых самолётов с авиазаводов на полевые аэродромы 8-й воздушной армии. В конце мая 1944 года 1-я гвардейская штурмовая авиационная дивизия была выведена из состава 8-й воздушной армии и передана в состав 1-й воздушной армии 3-го Белорусского фронта. В рамках операции «Багратион» гвардии лейтенант П. Я. Поляков принимал участие в Витебско-Оршанской, Минской, Вильнюсской и Каунасской операциях. Особую доблесть, мужество и героизм он проявил при освобождении городов Орша, Борисов, Минск, Гродно, а также ликвидации окружённой под Минском группировки противника. Только за период с 23 июня по 10 июля Павел Яковлевич совершил 27 успешных боевых вылетов. При выполнении боевых заданий он при сильном зенитном противодействии нередко переходил на бреющий полёт и прицельным бомбовым и пулемётно-пушечным огнём наносил противнику огромный урон. Так 26 июня 1944 года группа из 6 ИЛ-2, в составе которой был и гвардии лейтенант П. Я. Поляков, на участке железной дороги Коханово — Троцилово атаковала скопление военных эшелонов противника. В результате успешных действий штурмовиков был разбит один паровоз и подожжено 2 эшелона. Это привело к образованию пробки на участке железной дороги, вследствие чего до 20 вражеских эшелонов было блокировано. 1 июля 1944 года группа из 6 Ил-2, в составе которой был П. Я. Поляков, обнаружила в лесном массиве в районе Шепелевичей хорошо замаскированную колонну противника. В результате штурмовки, несмотря на сильный зенитный огонь, группа уничтожила до 40 автомашин с военными грузами и два склада боеприпасов. 5 июля 1944 года группа из 7 штурмовиков в районе Волма — Пекалин атаковала колонну отступавшего противника, уничтожив 20 автомашин, 3 бензозаправщика, 10 повозок с грузами и до 40 военнослужащих вермахта. Из этого числа на личный счёт Полякова были записаны 4 автомашины, 1 бензозаправщик и до 10 немецких солдат.
Всего к концу июля 1944 года П. Я. Поляков совершил 100 успешных боевых вылетов, в том числе 20 вылетов на разведку. В ходе штурмовок он уничтожил 18 танков, 60 автомашин с военными грузами и живой силой, 5 складов с боеприпасами, 12 артиллерийских орудий различного калибра, 6 зенитных орудий, 8 точек малокалиберной зенитной артиллерии, 20 повозок с грузами, 3 бензозаправщика и до 450 солдат и офицеров противника. В 17-ти проведённых воздушных боях он сбил 3 вражеских самолёта лично (1 Ме-109 и 2 Ю-87) и ещё 5 в составе группы. За отличие в Белорусской операции Павел Яковлевич был произведён в старшие лейтенанты, а 24 июля 1944 года — представлен к званию Героя Советского Союза. Указ Президиума Верховного Совета СССР был подписан 23 февраля 1945 года.
В октябре 1944 года подразделения 1-й воздушной армии поддерживали действия 1-го Прибалтийского фронта в ходе Мемельской наступательной операции. После её завершения армия вернулась в состав 3-го Белорусского фронта и поддерживала его наступление в северо-восточной Польше и Восточной Пруссии. В январе — апреле 1945 года гвардии старший лейтенант П. Я. Поляков участвовал в Восточно-Прусской операции, штурме Кёнигсберга, ликвидации земландской группировки противника. 22 апреля 1945 года в ходе боёв за взятие города Пиллау при выполнении боевого задания по штурмовке немецких позиций самолёт П. Я. Полякова был сбит огнём зенитной артиллерии в районе села Альт-Нойхойзер. Экипаж погиб. Похоронили Павла Яковлевича в братской могиле в селе Камстигал — ныне посёлок Севастопольский в черте города Балтийска.

## Награды
- Медаль «Золотая Звезда» (23.02.1945);
- орден Ленина (23.02.1945);
- четыре ордена Красного Знамени (17.08.1943; 30.10.1943; 07.02.1945; 02.04.1945);
- орден Александра Невского (14.07.1944);
- орден Отечественной войны 1 степени (02.11.1944);
- медали.

## Память
- Мемориальная доска в честь Героя Советского Союза П. Я. Полякова установлена на здании школы в посёлке Александровка Алексинского района Тульской области.
- Мемориальная доска в честь Героя Советского Союза П. Я. Полякова установлена в посёлке Кострово Алексинского района Тульской области на доме, где он жил.
- Имя Героя Советского Союза увековечено на мемориалах в городах Туле и Алексине.

## Документы
- Общедоступный электронный банк документов «Подвиг Народа в Великой Отечественной войне 1941—1945 гг.» Дата обращения: 24 сентября 2012. Архивировано из оригинала 13 марта 2012 года.

Представление к званию Героя Советского Союза и указ ПВС СССР о присвоении звания. Дата обращения: 24 сентября 2012. Архивировано 12 декабря 2012 года.
150026511. Дата обращения: 24 сентября 2012. Архивировано 12 декабря 2012 года.
Орден Красного Знамени (наградной лист и приказ о награждении от 17.08.1943). Дата обращения: 24 сентября 2012. Архивировано 12 декабря 2012 года.
Орден Красного Знамени (наградной лист и приказ о награждении от 31.10.1943). Дата обращения: 24 сентября 2012. Архивировано 12 декабря 2012 года.
Орден Красного Знамени (наградной лист и приказ о награждении от 17.02.1945). Дата обращения: 24 сентября 2012. Архивировано 12 декабря 2012 года.
Орден Красного Знамени (наградной лист и приказ о награждении от 02.04.1945). Дата обращения: 24 сентября 2012. Архивировано 12 декабря 2012 года.
Орден Александра Невского (наградной лист и приказ о награждении). Дата обращения: 24 сентября 2012. Архивировано 12 декабря 2012 года.
Орден Отечественной войны 1-й степени (наградной лист и приказ о награждении). Дата обращения: 24 сентября 2012. Архивировано 12 декабря 2012 года.
- Обобщенный банк данных «Мемориал». Дата обращения: 24 сентября 2012. Архивировано из оригинала 10 мая 2012 года.

ЦАМО, ф. 33, оп. 11458, д. 771. Дата обращения: 24 сентября 2012. Архивировано 12 декабря 2012 года.
ЦАМО, ф. ,33 оп. 563784, д. 9. Дата обращения: 24 сентября 2012. Архивировано 1 ноября 2012 года.
- Решение Алексинской думы второго созыва от 23.03.2005 № 1(21).38 «Об установке мемориальной доски в честь Полякова П. Я.» Дата обращения: 24 сентября 2012. Архивировано из оригинала 1 ноября 2012 года.